# 게이센정
게이센정(일본어: 桂川町 게이센마치[*])은 일본 후쿠오카현 중앙부에 있는 가호군의 정이다.
지쿠호 지방을 구성하는 지자체 중 하나로 이즈카 도시권에 속하지만 후쿠오카 도시권의 10% 도시권에도 속하고 있다.

## 지리
후쿠오카현 중앙부, 지쿠호 지역의 남단부에 위치한 정이다. 후쿠오카시에서 동쪽으로 약 25km, 기타큐슈시에서 남서쪽으로 약 55km, 지쿠호 지방의 중심 도시인 이즈카시에서 남서쪽으로 약 7km 떨어진 곳에 있다.

### 인접한 자치체
- 이즈카시
- 가마시

## 역사
에도 시대 초기에는 나가사키 가도가 정비되어 규슈 각지에서 고쿠라 방면으로의 가도로 번창했다. 또 에도 시대 중기에는 석탄 채굴도 행해지게 되었다.
- 1889년 4월 1일 - 게이센촌이 성립하였다.
- 1940년 4월 17일 - 게이센촌이 정으로 승격해 게이센정이 되었다.

## 경제
지쿠호 지방의 다른 시정촌처럼 이전에는 탄광이 경제를 지지하고 있었지만 현재는 모두 폐광해 철거지를 공업단지로 재이용하는 것으로 재생을 도모하고 있다.

## 교통

### 철도
- 규슈 여객철도
  - 지쿠호 본선
  - 사사구리선(후쿠호쿠유타카선)

### 도로
- 국도 200호선